# Батальон полиции «Шторм»
Батальон «Шторм» — добровольческий батальон патрульной службы полиции (ранее милиции) особого назначения в составе МВД Украины, созданный в Одесской области в мае 2014 года для охраны общественного порядка, борьбы с незаконными вооружёнными формированиями и диверсантами.

## История

### Формирование
14 апреля 2014 был подписан приказ о создании в УВД Одесской области нового спецподразделения. По замыслу милицейского руководства, добровольческий батальон, штат которого должен составлять 500 человек, должен в случае усложнения ситуации по «славянскому» или «мариупольскому» варианту стать первым эшелоном обороны города от «братской гибридной агрессии».
Формировался батальон «Шторм» исключительно добровольцами из почти всех регионов Украины. Некоторые из бойцов вступили в батальон сразу после Евромайдана. Формирование батальона происходило с определёнными трудностями: из-за бюрократии и саботажа деньги из Министерства обороны и Одесской ОГА не доходили до бойцов батальона, поэтому всё, от покупки карематов и передачи еды и до закупки бронежилетов и касок полностью было возложено на плечи одесских волонтёров. Первая ротация подразделения в зону проведения АТО состоялась уже через месяц после его формирования.

### Боевой путь
20 июля 2014 г. 50 бойцов батальона отправились в зону боевых действий на востоке Украины в Луганскую область, где находились до октября 2014 года. Ранее, «Шторм» планировали использовать для усиления приднестровского направления, однако, по словам генерал-майора милиции в Одесской области, явной угрозы со стороны непризнанного ПМР на то время не существовало.
Боевое крещение бойцы батальона приняли 20 августа 2014 года близ пгт. Георгиевка с российскими десантниками из 76-й ДШД. В результате боя были захвачены две российские БМД-2 и подбит один танк.
23 августа часть бойцов батальона вернулись в Одессу на ротацию. В День независимости Украины, 24 августа 2014 Георгиевка и ее окрестности попали под мощный артиллерийский обстрел из гаубичных орудий. Прицельная стрельба велась и по блокпосту, где находились бойцы «Шторма». В результате обстрела погибли 2 бойца одесского батальона МВД.
30 августа было сообщено, что бойцы спецподразделения УМВД в Одесской области «Шторм» вышли из оперативного окружения в районе пригородного села Георгиевка к югу от Луганска. Подразделение также обеспечило проезд в безопасное место 50 машин с беженцами.
1 сентября 2014 г. все бойцы батальона «Шторм» были отозваны из своих отпусков и отправлены на фронт из-за резко ухудшившейся ситуации в зоне проведения Антитеррористической операции. Было сообщено, что база и блок посты украинских силовиков, расположенные в Георгиевке, вместе с самой Георгиевкой, были полностью уничтожены при поддержке тяжёлой артиллерии РФ. Лутугино (центр района, в котором располагалась Георгиевка) было полностью занято сепаратистами ЛНР. В ходе очередной ротации 20 сентября 2014 года в ДТП в Днепропетровской области погибли два бойца батальона.
С ноября 2014 года батальон «Шторм» занимался обеспечением безопасности в Одесской области. Это был непростой период: обстановка оставалась нестабильной, в Одессе регулярно гремели взрывы, которые были квалифицированны как теракты. Бойцы спецподразделения прикрывали опасные направления государственной границы, охраняли особо важные объекты, несли дежурство на блокпостах и оперативно выезжали на проблемные участки.
С осени 2015 бойцы батальона «Шторм» вновь наводили порядок в зоне проведения АТО в Донецкой области.
В сентябре 2015 года рота полиции «Болград» вошла в состав батальона «Шторм», как 3-я рота. В её оперативное обслуживание входят 8 районов: Болградский, Измаильский, Ренийский, Арцизский, Килийский, Татарбунарский, Саратский. Основными задачами была определена поддержка общественного порядка при проведении массовых мероприятий, а также борьба с вооружёнными преступниками и военизированными вооружёнными формированиями.
19 июля 2020 года, согласно сообщению пресс-центра Национальной полиции Украины, 35 сотрудников батальона патрульной службы полиции особого назначения «Шторм» отправились в г. Мариуполь, где в течение двух месяцев будут охранять стратегические объекты, дежурить на блокпостах, обеспечивать публичную безопасность и правопорядок.
24 января 2022 года в органе местного самоуправления города и Одесской городской общины сообщили, что начальник штаба батальона патрульной службы полиции особого назначения «Шторм» подполковник Евгений Мирошниченко возглавит Одесский батальон Территориальной обороны.